# Joseph Weill
Pour les articles homonymes, voir Weill.
Joseph Weill (Bouxwiller, Bas-Rhin, 3 juillet 1902 - Montfaucon, Doubs, 11 mars 1988),, est un médecin français qui a un rôle important dans la Résistance. Il est le fils cadet d'Ernest Weill, grand-rabbin de Colmar et du Haut-Rhin.

## Biographie

### Les premières années
Joseph Weill est né le 3 juillet 1902 à Bouxwiller (Bas-Rhin), près de Strasbourg. Son père est le grand-rabbin Ernest Weill et sa mère, Clémentine (née Weill). Ses parents sont des cousins. Joseph Weill a un frère aîné Élie Weill et deux sœurs, Sarah et Lucie.
Il fait ses études primaires et secondaires en allemand, mais on parle français à la maison.
Il garde l'habitude jusqu'à sa retraite de se lever à 5h30, car avec son frère Élie, il étudie la Torah et le Talmud tous les matins avant de partir à l'école.

### Médecin à Strasbourg
Il fait ses études de médecine à Strasbourg et devient chef de clinique du professeur Léon Blum. Il pense faire une carrière hospitalo-universitaire mais y renonce quand Léon Blum décède prématurément. Son successeur est connu comme n'étant pas un philosémite.
Il pratique comme médecin dans le centre de Strasbourg, d'abord rue des Serruriers, puis place de l'Université.
En avril 1928, il se marie avec Irène Schwab de Gerstheim (Bas-Rhin). Le mariage est célébré par son ami le rabbin Simon Langer de Paris.
Ils ont trois fils : Jacques (né en 1929), Francis (né en 1933) et Dan (né en 1938).
Il devient l'un des premiers diabétologues européens. Le matin, il fait des visites à domicile, puis se rend à son service à la clinique Sainte-Anne à la Robertsau. L'après-midi il fait des consultations dans son cabinet. Le soir, il fait des visites à des patients. En cas d'urgence, les malades sonnent chez lui la nuit. Le samedi, il va à la clinique en se faisant conduire par un chauffeur, un compromis entre le respect des lois du Chabbat et la nécessité de s'occuper de ses malades.
Joseph Weill promeut à Strasbourg au début des années trente un Institut des études juives.

### La Seconde Guerre mondiale
En 1939, tous les civils doivent quitter Strasbourg. Joseph Weill trouve une petite maison à Terrasson (Dordogne), aujourd'hui connu comme Terrasson-Lavilledieu, proche de la Corrèze, à 20 km de Brive-la-Gaillarde. 
Joseph Weill avait été réformé, mais il se porte volontaire  et est versé dans le service de santé, à Angoulême. Il place sa famille chez d'anciens patients belges à Villeneuve-sur-Lot. La famille Weill retourne à Terrasson, après l'armistice. Dans la ville proche de Brive, il y a une communauté juive dirigée pendant la guerre par le rabbin David Feuerwerker.
Démobilisé, Joseph Weill exerce comme médecin pendant plusieurs mois, jusqu'à ce que les Lois contre les Juifs et les étrangers pendant le régime de Vichy mettent un terme à sa carrière médicale.
Il continue toutefois ses activités médicales comme médecin du camp de Gurs et du camp de Rivesaltes. Il réussit à faire libérer des internés. Son livre-témoignage Contribution à l'histoire des camps d'internement dans l'anti-France publié en 1946 est selon l'historien André Kaspi, « l'ouvrage pionnier »sur cette question.
Joseph Weil se fait inscrire comme Juif à la mairie de Terrasson. Il aurait pu s'en dispenser vu ses bonnes relations avec le secrétaire de la mairie, qui paie de sa vie, plus tard, l'aide apportée à la famille Weill.
Joseph Weill travaille par la suite pour l'Œuvre de secours aux enfants (OSE), comme directeur médical. Il comprend rapidement qu'il ne faut pas laisser les enfants en groupe dans des orphelinats, pour éviter l'arrestation par les Allemands et la police française. Sous son impulsion, un réseau se met en place pour disperser les enfants en les plaçant dans des familles, souvent à la campagne, avec notamment Georges Loinger, Georges Garel et bien d'autres.
À cause de ses activités, Joseph Weill doit entrer dans la clandestinité. Il devient Jean Valois né à Tours. Avec sa famille, il passe clandestinement la frontière vers la Suisse à Annemasse, en mars 1943, et après un passage dans un camp de transit réside à Genève.

## Après la guerre
En 1945, Joseph Weill s'installe à Paris. Il y reste jusqu'en 1947, et revient s'établir à Strasbourg.
Il devient président du Consistoire du Bas-Rhin. Il reçoit René Coty, le Président de la République sur le chantier de la Synagogue de la Paix alors en construction, le 5 juillet 1957. Il y accueille plus tard, le Général de Gaulle, président de la République.
Il quitte Strasbourg, en prenant sa retraite, car il sait qu'il ne peut y échapper à sa condition de médecin. Les patients le considèrent toujours comme médecin. Il se retire près de Besançon, dans une propriété mitoyenne à celle d'un de ses fils. Son épouse, Irène, décède en 1981. Joseph Weill décède sept ans plus tard, en 1988.

## Œuvres
- Joseph Weill. Contribution à l'histoire des camps d'internement dans l'anti-France. CDJC/Éditions du Centre: Paris, 1946.
- Joseph Weill. En lisant le Livre. Pour servir à une anthologie de la Bible. Librairie de la Mésange: Strasbourg, 1947[8].
- Joseph Weill. Un quêteur d'absolu : Ernest Weill (1865-1947) Grand Rabbin de Colmar et du Haut-Rhin. La Pensée universelle: Paris, 1975.
- Joseph Weill. Déjà. Mémoires. Tirage privé limité.
- Le Combat d'un Juste[9]. Éditions Cheminements: Saumur, 2002.